# Revelation 666. The Curse of Damnation
Revelation 666. The Curse of Damnation – czwarty album studyjny norweskiego zespołu muzycznego Old Man’s Child. Wydawnictwo ukazało się 21 marca 2000 roku nakładem wytwórni muzycznej Century Media Records.
Nagrania zostały zarejestrowane w listopadzie 1999 roku w szwedzkim Abyss Studio we współpracy z producentem muzycznym Peterem Tägtgrenem.
8 grudnia 2003 roku album został wydany na płycie gramofonowej jako część boxu pt. The Historical Plague.

## Lista utworów
Opracowano na podstawie materiału źródłowego.
| Nr | Tytuł utworu                   | Słowa           | Muzyka | Długość |
| -- | ------------------------------ | --------------- | ------ | ------- |
| 1. | „Phantoms of Mortem Tales”     | Galder          | Galder | 05:35   |
| 2. | „Hominis Nocturna”             | Galder, Memnock | Galder | 05:22   |
| 3. | „In Black Endless Void”        | Galder, Jardar  | Galder | 04:27   |
| 4. | „Unholy Vivid Innocence”       | Galder, Grimar  | Galder | 05:06   |
| 5. | „Passage to Pandemonium”       | Galder          | Galder | 04:13   |
| 6. | „Obscure Divine Manifestation” | Galder          | Galder | 04:20   |
| 7. | „World Expiration”             | Galder          | Galder | 06:06   |
| 8. | „Into Silence Embrace”         | Galder          | Galder | 05:03   |
|    |                                |                 |        | 40:12   |

## Twórcy
Opracowano na podstawie materiału źródłowego.
| - Thomas Rune „Galder” Andersen Orre - wokal prowadzący, gitara elektryczna, instrumenty klawiszowe, produkcja muzyczna - Jon Øyvind „Jardar” Andersen - gitara elektryczna - Ian Kenneth „Tjodalv” Åkesson, Jan Roger „Grimar” Halvorsen - perkusja, instrumenty perkusyjne - Håkon „Memnoch” Didriksen - gitara basowa - Marielle Anderson - wokal wspierający |  | - Peter Tägtgren - produkcja muzyczna, inżynieria dźwięku - Axel Jusseit, Wolfgang Bartsch - zdjęcia - Stefan Wibbeke, Carsten Drescher - okładka, oprawa graficzna - Christophe Szpajdel - logo |